# Mikael Damsgaard
Jörgen Mikael Damsgaard, född 16 september 1976 i Västerås Lundby församling, Västmanlands län, är en svensk politiker (moderat). Han är ordinarie riksdagsledamot sedan 2019, invald för Västmanlands läns valkrets.
Damsgaard var kommunalråd i Västerås kommun 2006–2014. Han kandiderade i riksdagsvalet 2018 och blev ersättare. Han utsågs till ny ordinarie riksdagsledamot från och med 2 juli 2019 sedan Jessica Polfjärd avsagt sig uppdraget.
I riksdagen är Damsgaard ledamot i justitieutskottet, där han sedan september 2024 också är Moderaternas gruppledare. Han är även ledamot i delegationen till den gemensamma parlamentariska kontrollgruppen för Europol sedan 2022 samt suppleant i EU-nämnden och socialförsäkringsutskottet. Han var vice ordförande i den gemensamma parlamentariska kontrollgruppen för Europol 2021–2022 och dessförinnan ledamot i kontrollgruppen 2019–2021. Damsgaard har även varit suppleant i bland annat civilutskottet och justitieutskottet.